# 페티코트

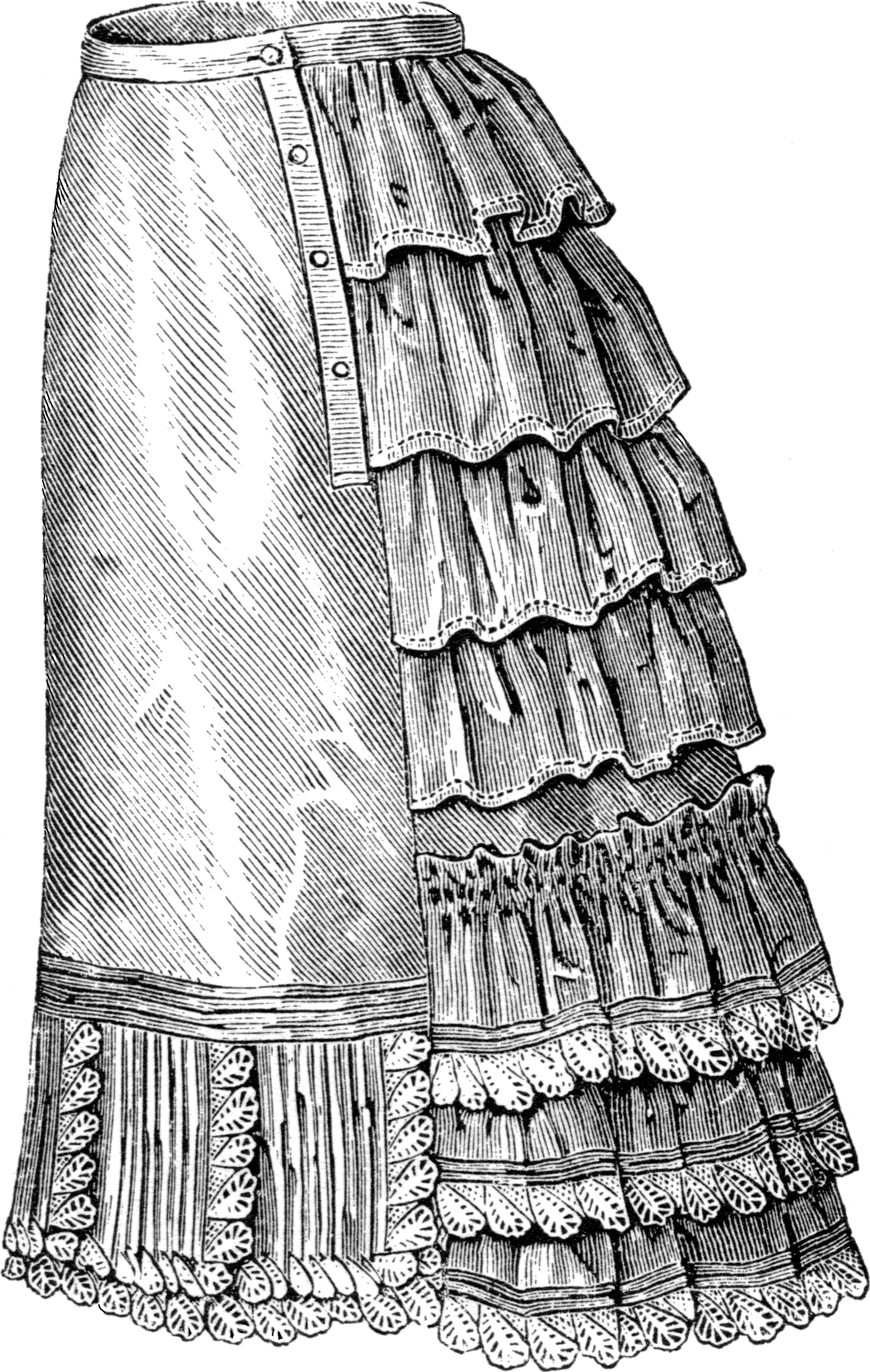
1882년경 페티코트

페티코트(petticoat, underskirt)는 치마 아래에 장착하는 여성용 속옷, 파운데이션을 일컫는다.